# Runa (namn)
Runa är ett kvinnonamn med nordiskt ursprung. Både Runa och dess maskulina form Rune är bildat av ordet runa 'bokstav, hemlig visdom'. Äldsta belägg i Sverige i en runinskrift från 1000-talet.
Den 31 december 2009 fanns det 1 442 personer folkbokförda i Sverige med namnet Runa, varav 847 med det som tilltalsnamn/förstanamn. 2006 fick 10 flickor namnet, varav ingen fick det som första namn.
I den finlandssvenska namnsdagslängden har Runa namnsdag 28 februari (ända till 1999: skottår 29 februari) sedan 1973. Före det hade Runa namnsdag 4 september 1950–1972 och 15 september 1929–1949.

## Personer med namnet Runa
- Runa Brar, författare och journalist

## Pseudonymer
- Elisabeth Beskow, pseudonym Runa